# Logistique alliée pendant la campagne de la piste Kokoda

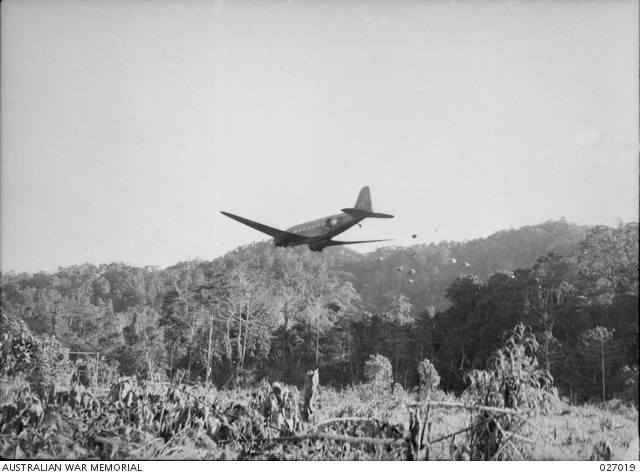
Un avion de transport américain C-47 larguant des provisions à la 25e brigade d'infanterie australienne près du village de Nauro en octobre 1942.

Pendant la Seconde Guerre mondiale, la logistique alliée en Papouasie joua un rôle crucial dans la réussite de la campagne de la piste Kokoda. D'après le général Douglas MacArthur, « le grand problème de la guerre dans le Pacifique [...] est de mettre des forces au contact et de les maintenir. La victoire dépend de la solution au problème logistique ».
Bien qu'identifiée très tôt comme un avant-poste stratégique vital, Port Moresby, la ville papoue la plus importante, ne disposait que de deux aérodromes et d'installations portuaires de base au début de 1942. Une énorme quantité de travail fut nécessaire pour la transformer en une base majeure pour les opérations aériennes et terrestres contre les Japonais, tout en faisant face aux fréquents raids aériens japonais. Au cours de la campagne la piste Kokoda, les deux aérodromes d'origine sont améliorés et cinq nouveaux aérodromes développés. Pour les rendre opérationnels, les ingénieurs ont dû construire plus que de simples pistes ; taxiways, aire de stationnement, installations et routes d'accès ont tous dû être bâtis. Le fonctionnement de la base dépendait de la navigation, mais les installations portuaires étaient limitées. Pour augmenter la capacité du port, une chaussée a été construite jusqu'à l'île de Tatana, où des quais de ponton ont été mis en place. Les ingénieurs ont également construit des routes, des entrepôts et une usine de traitement des eaux. Ils géraient l'électricité et l'approvisionnement en eau de la ville et extrayaient la pierre pour les routes et les pistes d'atterrissage.
Les Alliés ont été confrontés à un intérieur couvert de forêt tropicale et de hautes montagnes où les véhicules à roues ne pouvaient pas circuler. L'armée australienne a été forcée de compter sur le transport aérien et les transporteurs indigènes, deux modes de transport qu'elle n'avait jamais utilisés auparavant. Les techniques et technologies d'acheminement des vivres par voie aérienne n'en étaient qu'à leurs balbutiements. Peu d'avions étaient disponibles, et de différents types, compliquant la maintenance. Les opérations aériennes en Nouvelle-Guinée ont été limitées par les conditions météorologiques. Les avions de transport étaient vulnérables dans les airs et nécessitaient des escortes de chasseurs. Ils ont également été détruits au sol par les raids aériens japonais. La perte de la piste Kokoda a conduit à l'adoption du largage aérien. En raison d'une pénurie de parachutes, les fournitures devaient souvent être larguées sans eux, et les pertes dues aux bris et aux marchandises irrécupérables s’avéreront élevées.
Des milliers de Papous ont été enrôlés pour aider l'effort de guerre. Les camions et les jeeps transportaient des provisions, des munitions et des rations seulement sur une partie du trajet ; des bêtes de somme et une tyrolienne permis un transport un peu plus lointain. Le reste du voyage s'est effectué sur le dos de porteurs papous, qui ont lutté à travers les montagnes en traînant de lourdes charges. L'environnement présentait le danger de maladies tropicales endémiques, en particulier la dysenterie, le typhus des broussailles et le paludisme. Les unités médicales faire face, tout en soignant les malades et les blessés, dont beaucoup ont dû retourner à pied à la zone de base le long de la piste Kokoda. Souvent les papous porteurs devaient transporter les blessés au retour, ce qui leur valut le surnom de « Fuzzy Wuzzy Angels (en) ».